# Aușeu
Aușeu (maďarsky Kisősi) je rumunská obec v župě Bihor. Žije zde přibližně 2 700 obyvatel. Obec se skládá ze šesti částí.

## Části obce
- Aușeu – 497 obyvatel
- Cacuciu Vechi – 168 obyvatel
- Codrișoru – 47 obyvatel
- Gheghie – 239 obyvatel
- Groși – 865 obyvatel
- Luncșoara – 886 obyvatel